# Colletes simulans
Colletes simulans är en solitär biart som beskrevs av Cresson 1868. Den ingår i släktet sidenbin och familjen korttungebin.

## Underarter
Arten delas in i följande underarter:
- C. s. armatus
- C. s. miamiensis
- C. s. nevadensis
- C. s. simulans

## Beskrivning
Arten är ett ganska litet bi med övervägande svart grundfärg, gråvit till blekgul päls på huvudet och mellankroppen (ofta uppblandad med gråbruna hår på ovansidan) samt svart bakkropp med vita bakkanter på tergiterna (ovansidans segment). Honan är 10 till drygt 11 mm lång (längst hos underarten miamiensis), med svarta till mörkbruna antenner som har likformiga segment, mörka fötter samt en svart vingbas (tegula). Hanen är kortare, omkring 9 mm, har brunaktiga antenner med åtminstone på mittdelen avlånga segment, rödaktiga fötter samt en rödaktig till mörkbrun vingbas. Båda könen har genomskinliga vingar med mörkbruna ribbor. Främre delen av mellankroppen har flera, långa taggar.

## Ekologi
Arten flyger från maj till november. Den är polylektisk, den flyger till många olika blommande växter, som sumaksläktet i sumakväxter, 
morotssläktet i flockblommiga växter,
astersläktet, Baccharis, Chrysothamnus, tistlar, Ericameria, binkasläktet, kvastgullrissläktet, grindelior, Gutierrezia, Haplopappus, rosettfibblor, Isocoma, Pityopsis, Pluchea, korsörtssläktet, gullrissläktet och solrosor i korgblommiga växter, såpnejliksläktet i nejlikväxter, paradisblomstersläktet i paradisblomsterväxter, ljungsläktet i ljungväxter, törelsläktet i törelväxter, Dalea (prärieklöver) och sötväpplingssläktet i ärtväxter, trampörter och Eriogonum i slideväxter samt klematissläktet i ranunkelväxter.

## Utbredning
Utbredningsområdet omfattar stora delar av Nordamerika, från södra Ontario, Quebec, södra Manitoba, Alberta och södra British Columbia i Kanada till största delen av USA, i norr från Maine till Wisconsin, och söderöver till North Carolina och Georgia. Underarten C. s. miamiensis förekommer främst i Florida, speciellt kring Miami.